# 뉴욕 보이시스
뉴욕 보이시스(New York Voices)는 미국 출신의 혼성 4인조 재즈보컬 음악 그룹이다. 1987년에 결성되었다.

## 멤버
Kim Nazarian, Lauren Kinhan, Darmon Meader, Peter Eldridge

## 수상
그래미어워드 보컬 앙상블상
- 공식 홈페이지